# カスティリオーネ・ドルチャ
カスティリオーネ・ドルチャ (伊: Castiglione d'Orcia) は、イタリア共和国トスカーナ州シエーナ県にある、人口約2,100人の基礎自治体（コムーネ）。

## 地理

### 位置・広がり

#### 隣接コムーネ
隣接するコムーネは以下の通り。 括弧内のGRはグロッセート県所属を示す。
- アッバディーア・サン・サルヴァトーレ
- カステル・デル・ピアーノ (GR)
- モンタルチーノ
- ピエンツァ
- ラディコーファニ
- サン・クイーリコ・ドルチャ
- セッジャーノ (GR)

### 気候分類・地震分類
カスティリオーネ・ドルチャにおけるイタリアの気候分類 (it) および度日は、zona E, 2262 GGである。
また、イタリアの地震リスク階級 (it) では、zona 3 (sismicità bassa) に分類される。

## 行政

### 分離集落
カスティリオーネ・ドルチャには、以下の分離集落（フラツィオーネ）がある。
- Bagni San Filippo, Campiglia d'Orcia, Gallina, Rocca d'Orcia, Vivo d'Orcia